# Above and Beyoncé - Video Collection & Dance Mixes
Above and Beyoncé – Video Collection & Dance Mixes è una raccolta della cantante statunitense Beyoncé, pubblicata il 16 giugno 2009 dalla Columbia Records.

## Descrizione
Distribuita esclusivamente negli Stati Uniti d'America dalla Wal-Mart, contiene una raccolta di videoclip ed una di remix dei brani tratti dal terzo album in studio I Am... Sasha Fierce.
In America, l'album è stato venduto in oltre centomila copie, certificandosi come raccolta d'oro.

## Tracce
DVD – Video Collection
1. If I Were a Boy – 5:06
2. Single Ladies (Put a Ring on It) – 3:19
3. Diva – 4:06
4. Halo – 3:45
5. Broken-Hearted Girl – 4:40
6. Ego (Remix featuring Kanye West) – 4:53
7. Ego (Fan Exclusive) – 3:57
8. Sweet Dreams – 4:01
9. Behind the Scenes – 20:00

CD – Dance Mixes
1. If I Were a Boy (Maurice Joshua Mojo UK Remix) – 6:29
2. Single Ladies (Put a Ring on It) (DJ Escape & Tony Coluccio Remix - Club Version) – 6:57
3. Diva (Karmatronic Club Remix) – 5:08
4. Halo (Dave Audé Club Remix) – 8:55
5. Broken-Hearted Girl (Catalyst Remix) – 4:46
6. Ego (OK DAC Remix) – 6:29
7. Sweet Dreams (Harlan Pepper & AG III Remix) – 6:43
8. Ego (Remix featuring Kanye West) – 4:44

## Classifiche
| Classifica (2009)              | Posizione massima |
| ------------------------------ | ----------------- |
| Stati Uniti                    | 35                |
| Stati Uniti (dance/electronic) | 2                 |
| Stati Uniti (R&B/hip-hop)      | 23                |